# Mentaraman
Mentaraman is een bestuurslaag in het regentschap Malang van de provincie Oost-Java, Indonesië. Mentaraman telt 5002 inwoners (volkstelling 2010).